# 約翰·懷特
約翰·M·懷特（John M. White，1937年5月10日—）是一位美國行為藝術家、雕塑家和畫家，是20世紀60年代加州行為藝術的重要人物。

## 早期
懷特出生於美國加州舊金山，25歲進入賈科莫．帕特麗創立的私人藝術學院──帕特麗藝術基礎學院。
此學院的訓練很紮實，學生需要在一週六天裡專注在單一個主題裡，進行分析、速寫、繪畫、設計和雕塑，然後再轉往下一個主題。這對懷特的作品中跨領域的表現形式有著巨大的影響。他的第一件行為藝術作品在周圍懸掛了許多複雜的示意圖。懷特用三維繪圖的方式構想他的裝置，作品中同時具有精心設計的線條和即興的速寫，儘管有些速寫是來自於裝置《地板計劃》。
懷特於1965年至1969年間就讀洛杉磯的奧特斯藝術學院，並在32歲時，取得美術學士學位和藝術創作碩士學位。他在這裡遇到了對他的生涯有著重大影響的瓊．雨果。雨果是圖書館館員，同時也向學生們提供當代藝術相關的雜誌和書籍，鼓動他們獨立研究和討論當代藝術。在她的建議下，懷特於1969年參加了伊馮娜．瑞內和格倫．劉易斯在洛杉磯音樂學院，以及史蒂夫．帕克斯頓在埃斯畫廊的舞蹈音樂會。懷特在帕克斯頓的工作室完成了他的第一件行為作品《塵土事件》。

## 1970–80
1970年以後，懷特的作品轉為更加的自傳形式和多元，他的行為作品中包含了二維和三維的創作。但是說他更專注在日常生活和人際關係也不精準，因為1970年時，他在精神病院工作，負責團隊治療。這個經歷成為他創作的靈感，他有個系列作品《治療符號》就是使用記錄團體間交流的流程圖形成的符號創作的。
這個形式也同樣出現在他以高爾夫球為主題的《高爾夫球場符號》，這些圖紙參考了好幾個懷特去過的美國各地高爾夫球場。它們代表了他在打球的過程中的思考歷程所產生的觀念符號，比如說風向、球的軌跡、射擊線、預估距離、視覺雜訊等，被轉譯為抽象、圖表化的符號，使其可以被閱讀和記錄。
約翰．懷特於1971年獲得洛杉磯郡立美術館的新藝獎，三年後第一次獲得了國家藝術基金會的補助金，他一生中獲得了三次此補助，另外兩次分別是在1978年及1983年獲得。1974年開始，懷特在美國各地的大專院校擔任特邀講師。

## 1980年代至今
1984年，懷特的女兒瑞秋出生，他停止了四處授課，開始在加州爾灣大學教授行為藝術。兩件誕生於他新身份的重要作品，《墓穴裡的瑞秋》（1984）和《第二個故事》（1986）中，暗示了他是一位忙碌的父親。
約翰．懷特在1989年在洛杉磯當代畫廊完成了最後一場行為藝術展演，並正式退休。
不過在他退休後有三個知名的破例，分別是1991年在洛杉磯音樂中心的《註釋利普希茨》、1999年在帕薩迪納軍械庫藝術中心的《大約》，以及2008年在文圖拉西爾維婭．懷特畫廊的《約翰．懷特的背》
1994年懷特離開爾灣大學，轉至洛杉磯西側的柯蒂斯國小教書直到2004年。並在2008年和家人一起搬到文圖拉，在當地成立了畫室，且主辦了以年輕藝術家為主的行為藝術系列《5x5x5》，此系列的特徵為：五位藝術家、五件五分鐘的行為藝術作品。
2011年在帕薩迪納軍械庫藝術中心舉辦由貝蒂．安．布朗博士策展的回顧展。

## 館藏
懷特的作品的永久館藏地：
- 紐約索羅門古根漢美術館
- 洛杉磯郡立美術館
- 華盛頓史密森尼美國藝術檔案館
- 密蘇里州聖路易斯當代藝術美術館
- 韓國當代藝術總館
- 加州波特比奇港灣美術館
- 華盛頓西雅圖美術館
- 加州奧克蘭美術館
- 加州洛杉磯當代藝術學院
- 印第安納波利斯現代美術館
- 加州聖莫尼卡藝術銀行
- 加州聖莫尼卡伊萊和艾迪絲．布羅德基金會[5]

## 資料來源
1. ↑  . johnmwhite.artadvice.com.   [2023-10-22]. （原始内容存档于2024-01-19）.
2. ↑  . www.aaa.si.edu.   [2023-10-22]. （原始内容存档于2023-12-10） （英语）.
3. ↑  . HuffPost. 2012-03-01  [2023-10-22]. （原始内容存档于2021-09-19） （英语）.
4. ↑  . web.archive.org. 2013-10-29  [2023-10-22]. （原始内容存档于2013-10-29）.
5. ↑  . Wikipedia. 2023-10-13 （英语）.

### 外部連結
- Official Website （页面存档备份，存于）
- KCET covers John M. White 'Making a Scene' （页面存档备份，存于）
- Focus On The Masters – With John M. White （页面存档备份，存于）
- John M. White – Retrospective – Pasadena Armory Museum – Visual and Performance Documentation
- The Ventura Museum – John M. White – Artifishial Hatch: series